# Hamad bin Chalífa Ál Thání
Hamad bin Chalífa Ál Thání (arabsky الأمير حمد بن خليفة ال ثاني‎, * 1952, Dauhá, Katar) je druhý syn katarského emíra Chalífy bin Hamada Ál Tháního. V roce 1995 svrhl svého otce, který byl zrovna na státní návštěvě v Ženevě a od té doby byl emírem Kataru. 25. června 2013 abdikoval ve prospěch svého syna Tamíma bin Hamada Ál Tháního. V letech 1995–1996 zastával i post premiéra.